# Flaga Hiszpanii

Zwymiarowana flaga Hiszpanii

Flaga Hiszpanii – jeden z symboli państwowych Królestwa Hiszpanii.

## Wygląd
Flaga to prostokąt podzielony na trzy poziome pasy, czerwony, żółty i czerwony, w stosunku 1:2:1. Przy drzewcu, na żółtym pasie, znajduje się herb, na który składają się herby dawnych królestw Półwyspu Iberyjskiego. Tarcza, umieszczona między Słupami Heraklesa, jest zwieńczona koroną, która honoruje rolę monarchii w Hiszpanii. Kolory mają długą tradycję, ale nie mają oficjalnej symboliki.

## Historia
Wiele symboli używanych przez Hiszpanię ma, według tradycji, historię sięgającą stulecia wstecz. Nawet nieudokumentowane mity związane z symbolami kształtują hiszpańską dumę narodową. Na przykład lew, symbol Leónu miał być używany przez legion rzymski w I wieku naszej ery, natomiast złota tarcza z czterema czerwonymi pionowymi pasami, symbol Królestwa Aragonii i współczesnej Katalonii jest wiązana z IX-wiecznym legendarnym uhonorowaniem hrabiego Barcelony przez wnuka Karola Wielkiego za jego heroizm.
Pod panowaniem dynastii Burbonów w XVII i XVIII wieku flagi hiszpańskie były uproszczonymi wersjami dzisiejszej flagi z białym tłem i nieco innymi wersjami herbu, zawierającymi Słupy Heraklesa i motto głoszące Plus ultra (pol. Więcej ponad, więcej poza), mające odzwierciedlić odkrycia hiszpańskich podróżników. Król Karol III stwierdził, że Hiszpania powinna mieć flagę, którą łatwo odróżnić od innych flag państwowych. Z kilku propozycji władca wybrał wersję z poziomymi pasami o kolorach czerwonym, żółtym i czerwonym nierównej szerokości oraz herbem położonym na prawej stronie żółtego pasa. Oficjalnie przyjęta w roku 1785, flaga ta została swego rodzaju „rdzeniem” dla jej następców – zmieniano tylko projekt herbu, by reprezentował panującą sytuację polityczną. Wyjątkiem była flaga Drugiej Republiki, składająca się z trzech pasów: czerwonego, żółtego i fioletowego;  ostatni z tych kolorów został zapożyczony z herbu Leónu.
Prosta, zwieńczona koroną tarcza Kastylii-Leónu zniknęła z flagi w 1931; została zastąpiona nowym herbem w 1938, niedługo po przejęciu władzy przez faszystowski reżim generała Francisco Franco. Składał się on z Orła Świętego Jana trzymającego tarczę, po lewej stronie znajdowało się jarzmo, a po prawej symbol Falangi, całość pod sloganem Una, grande, libre (pol. Jedna, wspaniała, wolna). Wzór ten został zmodyfikowany w 1945 i 1977, ale śmierć Franco i przywrócenie demokracji wraz z powrotem króla Juana Carlosa spowodowały ponowną zmianę. Flaga w obecnej formie została przyjęta 18 grudnia 1981.

## Historyczne wersje flagi[a]

Proporzec Królów Katolickich (do 1492).
Sztandar Kastylii-Leónu.
Sztandar Królestwa Aragonii.
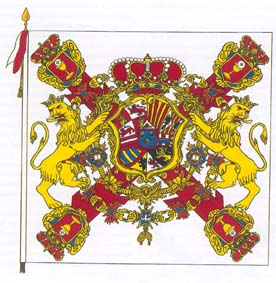
Flaga wojskowa Filipa V.
Bandera Burbonów (1701–1748).
Bandera Burbonów (1748–1785).
Bandera marynarki wojennej i flaga wywieszana na fortyfikacjach nadbrzeżnych (1785–1931), a także flaga narodowa Królestwa Hiszpanii (1843–1873/1874–1931).
Bandera floty kupieckiej (1785–1927).
Flaga I Republiki Hiszpańskiej (1873–1874).
Flaga oraz bandera państwowa i wojskowa II Republiki (1931–1939).
Flaga oraz bandera cywilna Drugiej Republiki Hiszpańskiej.
Flaga Hiszpanii pod rządami Franco (1936–1938).
Flaga Państwa Hiszpańskiego (1938–1945).
Flaga Państwa Hiszpańskiego (1945–1977)
Flaga Hiszpanii z lat 1977–1981

## Inne flagi oficjalne

Flaga wysokich rangą urzędników cywilnych.
Bandera jachtowa.
Flaga służby celnej.
Proporzec dziobowy hiszpańskiej Marynarki Wojennej.
Flaga Hiszpanii na LIO Moskwa 1980.

### Siły zbrojne

Flaga jednostki wojskowej.
Flaga armii Państwa Hiszpańskiego (1940–1945)

### Sztandary królewskie

Sztandar królewski.
Sztandar Księżnej Asturii.
Sztandar królewski króla Juana Carlosa.